# Tingomaria hydrophila
Genre
Synonymes
- Goyazelloides Soares & Bauab-Vianna, 1972

Espèce
Synonymes
- Goyazelloides peruvicus Soares & Bauab-Vianna, 1972

Tingomaria hydrophila, unique représentant du genre Tingomaria, est une espèce d'opilions laniatores de la famille des Gonyleptidae.

## Distribution
Cette espèce est endémique de la région de Huánuco au Pérou. Elle se rencontre vers Tingo María.

## Description
Le mâle holotype mesure 4,2 mm.

## Publication originale
- Mello-Leitão & Araújo Feio, 1949 : « Notas sobre pequena coleção de aracnídeos do Peru. » Boletim do Museu Paraense Emílio Goeldi, vol. 10, p. 313-324.